# Circonscription d'Amanuale
La circonscription d'Amanuale est une des 135 circonscriptions législatives de l'État fédéré Amhara, elle se situe dans la Zone Est Godjam. Son représentant actuel est Alemu Yimer Getahun.